# DB Regio
A DB Regio a Deutsche Bahn holding egyik vállalatcsoportja, melynek fő feladata a regionális vasúti személyszállítás, ehhez országos érvényű vasútvállalati engedéllyel rendelkezik. Központja Frankfurt am Mainban van. 1999. január 1-jén alapították a német vasúti reform keretében. A DB Regio üzemelteti a német InterRegioExpress-vonatokat (IRE), illetve a RegionalExpress (RE), RegionalBahn (RB) és S-Bahn vonatok nagy részét.
A DB Regio a német régiók felhívására jelentkezve üzemelteti a vonatokat. 1994-ben még valamennyi regionális személyszállítási felhívást megnyertek, majd a konkurencia fokozatos megjelenésével 2006-ban már csak a felhívások 29%-át nyerte el.
A 2011-es menetrendi évben 487,3 millió vonatkilométeres teljesítményével a legnagyobb a helyi és regionális vasúti személyszállítás szolgáltatói közül, piaci részesedése (vonatkilométer alapon) 95,94%.

## Járműpark
A néhány éve folyó új beszerzéseket részben vagy teljesen a régiók finanszírozzák, ide tartoznak a DB 146 mozdonyok emeletes kocsikból álló vonatokkal, a DB 423, DB 424, DB 425, DB 426 villamos motorvonatok, valamint a DB 642, DB 643, DB 644, DB 646, DB 648, DB 650 dízel motorvonatok.

## Területi felosztás
A DB Regio területi felosztása:
- Region Nord
- Region Nordost
- Region Nordrhein-Westfalen
- Region Südost
- Region Hessen
- Region Südwest
- Region Baden-Württemberg
- Region Bayern
- RegioNetz
- továbbá a DB Stadtverkehr cégen keresztül üzemeltetik a berlini és a hamburgi S-Bahn városi hálózatot.